# Józefin (gmina Annopol)
Józefin – kolonia w Polsce położona w województwie lubelskim, w powiecie kraśnickim, w gminie Annopol.
W latach 1975–1998 miejscowość należała administracyjnie do województwa tarnobrzeskiego.